# ケイブロス
ケイブロス（K.BROS）は、東京都渋谷区広尾に本社を構える芸能事務所である。

## 特色
- スポーツ界と芸能界の橋渡し的存在となれるようビーチバレー、バレーボール、芸能の側面から芸能活動、及びスポーツ振興活動をしている。

## 所属タレント
- 川合俊一 - バレーボール、ビーチバレー
- 杉山祥子 - バレーボール
- 溝江明香 - ビーチバレー、トヨタ自動車所属
- 白鳥勝浩 - ビーチバレー、トヨタ自動車所属
- 清水邦広 - バレーボール、パナソニックパンサーズ所属